# Max-Joseph-Platz
Der Max-Joseph-Platz ist ein Platz in der Altstadt Münchens, der im Nordosten der Altstadt südlich der Münchner Residenz liegt. Er ist westlicher Ausgangspunkt der Maximilianstraße. Seinen Namen trägt der Platz nach König Maximilian I. Joseph von Bayern, kurz Max Joseph. In der Mitte steht das bronzene Max-Joseph-Denkmal, ein bedeutendes Werk des Klassizismus. Hofarchitekt Leo von Klenze gestaltete den Max-Joseph-Platz nach dem Vorbild der Piazza del Campidoglio in Rom und der Piazza della Santissima Annunziata in Florenz.

## Lage
Der Max-Joseph-Platz liegt im Nordosten der historischen Altstadt im Bezirk Altstadt-Lehel. Der Platz wird im Norden durch den Königsbau der Münchner Residenz, im Osten durch das (Neue) Residenztheater (ehemaliges Altes Residenztheater oder Cuvilliés-Theater) und das Nationaltheater, und im Süden durch das Palais Toerring-Jettenbach (ehemalige Hauptpost) begrenzt. An seiner Westseite an der Residenzstraße liegen die Fassaden von Bürgerhäusern. Hier liegt in der Residenzstraße 13 der um 1560 erbaute und am besten erhaltene Altmünchner Laubenhof der Renaissance.

## Geschichte

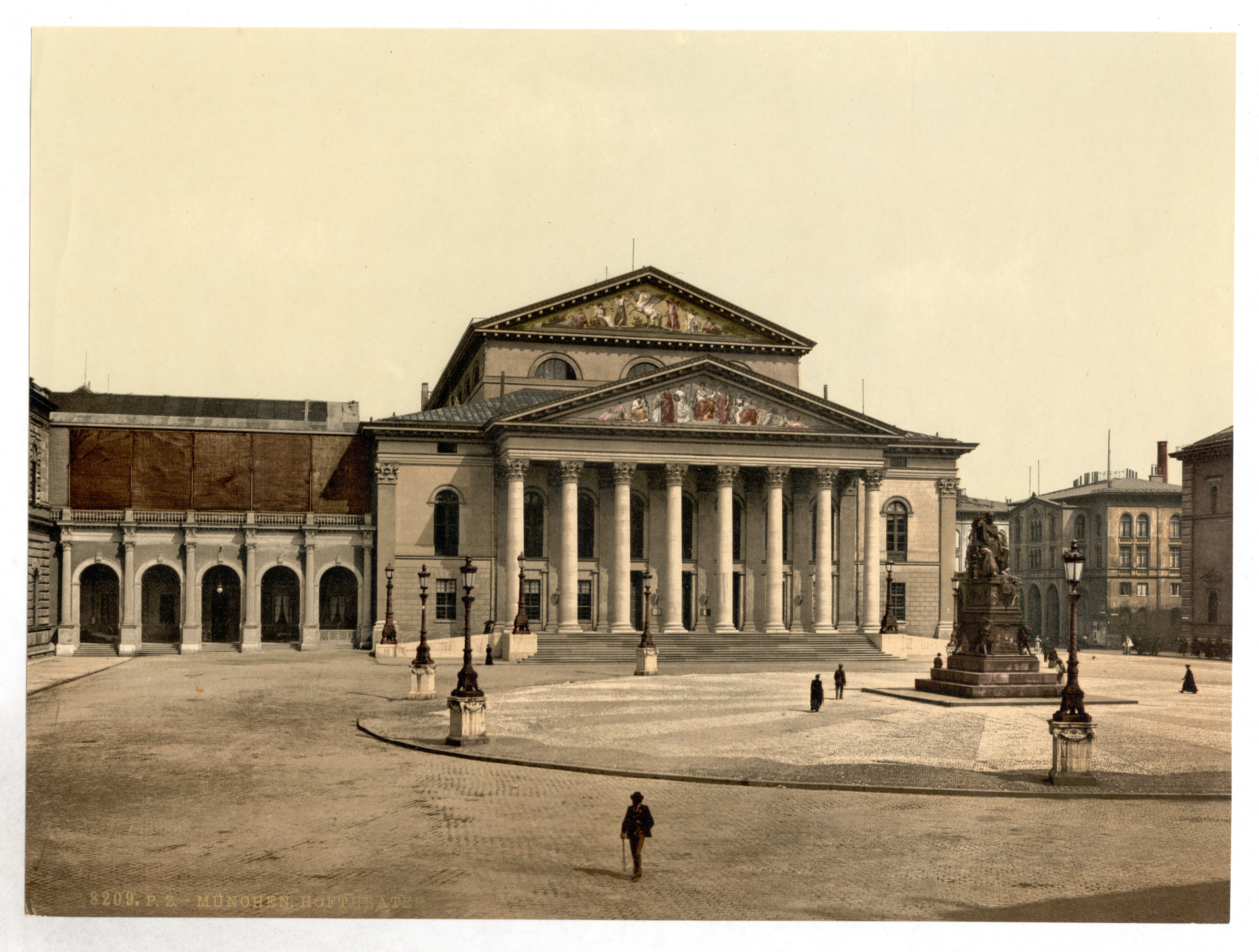
Max-Joseph-Platz (ca. 1900)

Die Geschichte des Platzes beginnt mit dem Abriss des Franziskanerklosters 1802, um Raum für das neu zu errichtende Nationaltheater zu schaffen, mit dessen Bau am 26. Oktober 1811 durch Karl von Fischer begonnen wurde. Vorbild war das Pariser Odeon. Zwischen 1825 und 1842 unter König Ludwig I. entstand an der Nordseite durch Leo von Klenze im Stil des Klassizismus nach dem Vorbild der beiden Florentiner  Paläste Palazzo Pitti und Palazzo Rucellai der Königsbau der Residenz. Das gegenüber liegende Palais Toerring-Jettenbach, ein Rokokopalais, das zwischen 1747 und 1754 von Ignaz Anton Gunetzrhainer erbaut worden war, wurde im Gegenzug von Klenze nach dem Muster des Ospedale degli Innocenti mit einer florentinischen Säulenhalle versehen und zur Hauptpost umgestaltet.
In der Mitte des Platzes befindet sich das Max-Joseph-Denkmal für König Maximilian I. Joseph von Bayern. Die Figur stammt von Christian Daniel Rauch, der Sockel von Leo von Klenze und der Guss von Johann Baptist Stiglmaier. Es wurde erst 1835 aufgestellt, zehn Jahre nach dem Tode des Königs, weil dieser es abgelehnt hatte, in sitzender Positur verewigt zu werden.
Nach dem Zweiten Weltkrieg wurde durch den Bau einer Tiefgarage unter dem Platz sein Erscheinungsbild beeinträchtigt. Dabei wurden 1963 die noch vorhandenen untertägigen Reste des Franziskanerklosters und dessen Friedhofs ohne größere wissenschaftliche Untersuchung abgeräumt. Nach dem Krieg wurde zwischen Königsbau und Nationaltheater anstelle des Alten Residenztheaters (Cuvilliés-Theaters), dessen prächtige Rokoko-Elemente vor der Zerstörung bewahrt und im Apothekenstock der Residenz eingebaut werden konnten, das Neue Residenztheater mit einer modernen Loggia errichtet, die sich jedoch dem Baustil des Nationaltheaters anpasste. Am kriegszerstörten Palais Toerring-Jettenbach wurde nur die klassizistische Nordfassade von Klenze rekonstruiert, nicht aber die Rokoko-Westfassade von Gunetzrhainer. Beim ausgebrannten Nationaltheater wurde beim Wiederaufbau außerdem das untere Giebelmosaik nicht wiederhergestellt, sondern die Lücke später mit modernistischen Steinfiguren gefüllt.
1964 wurde die Tiefgarage mit 500 Stellplätzen unter dem Max-Joseph-Platz eröffnet, durch deren Zufahrt eine Umgestaltung des Platzes und eine Fußgängerzone sehr erschwert wird.

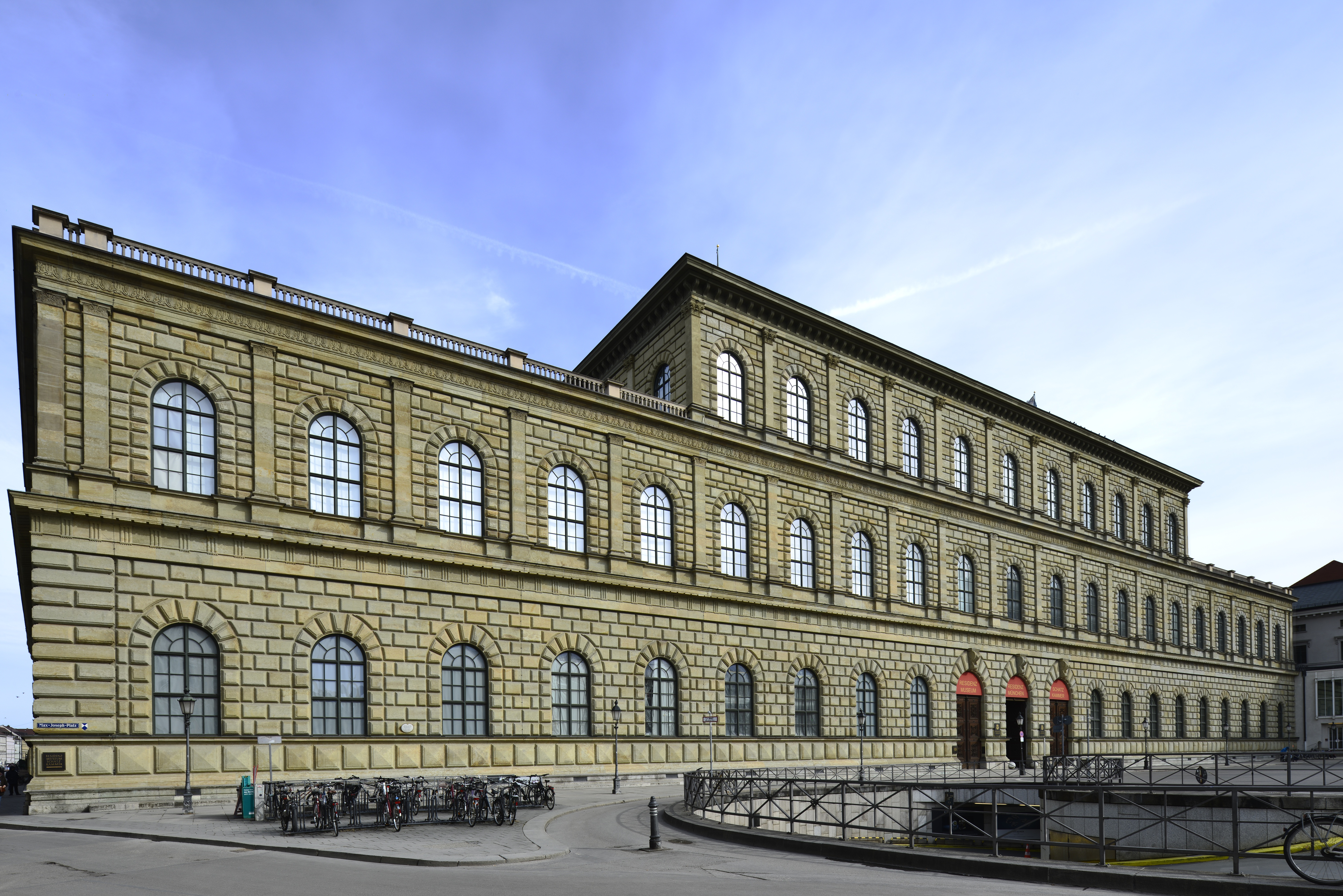
Königsbau der Münchner Residenz
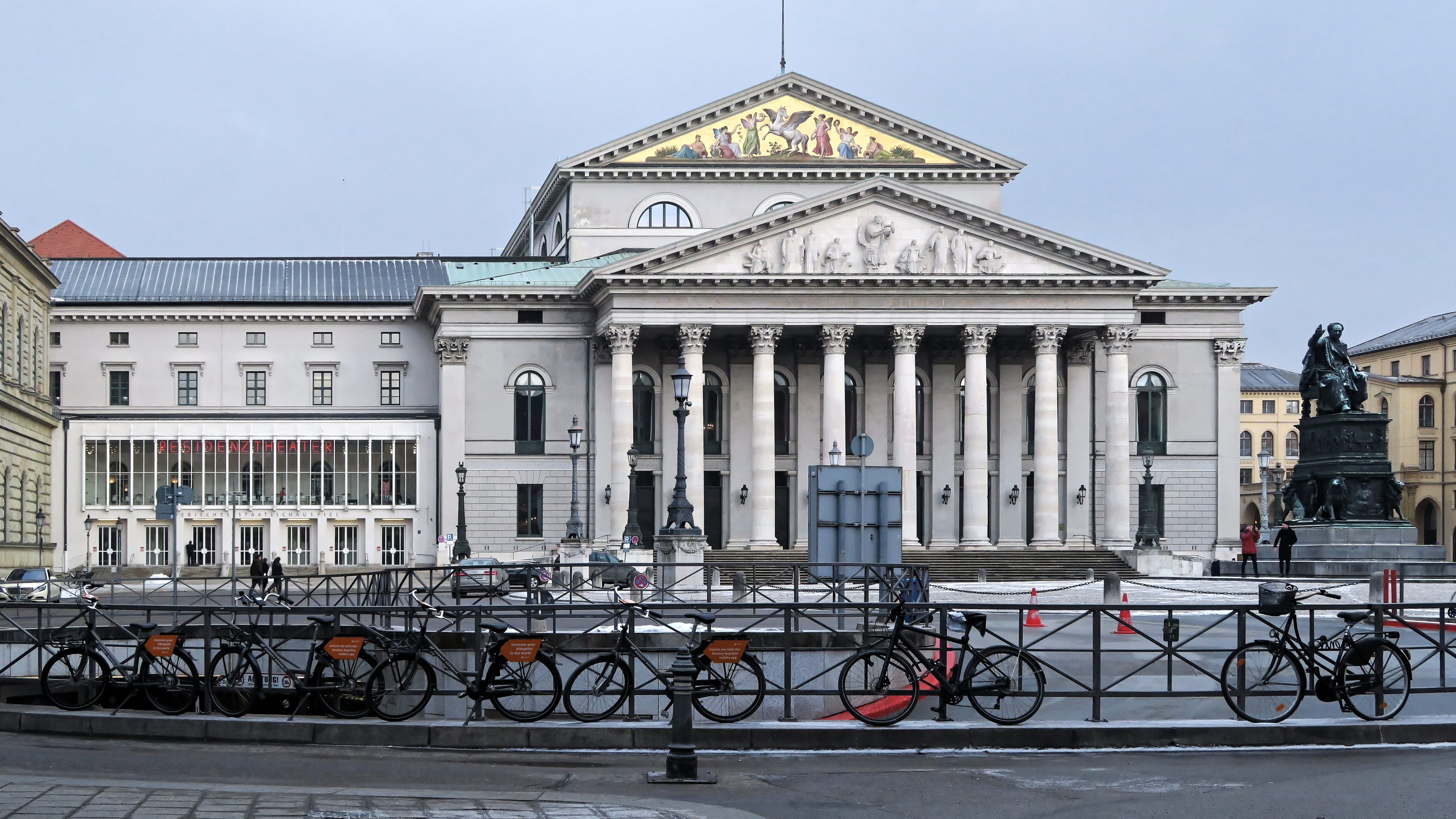
Residenztheater und Nationaltheater
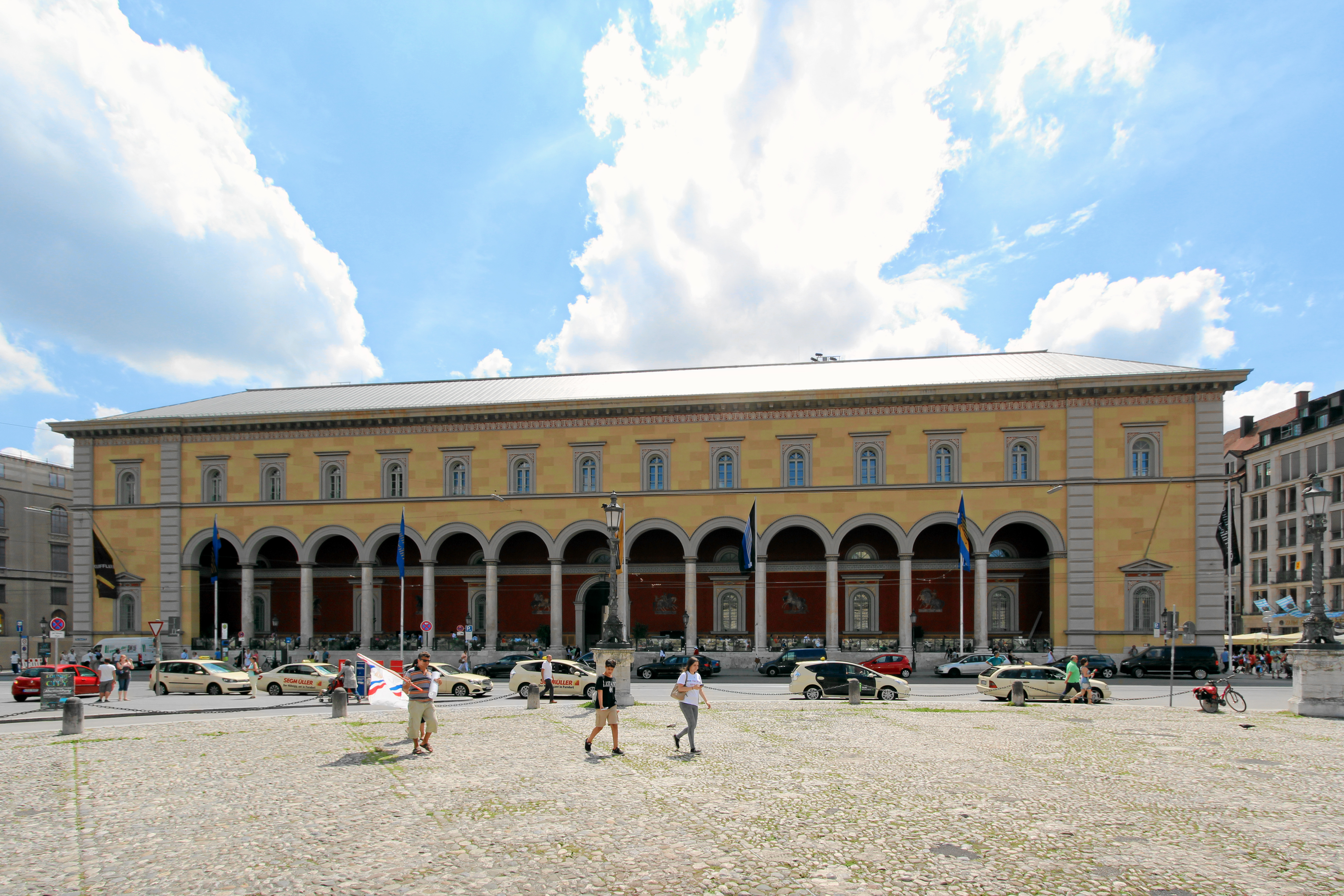
Palais Toerring-Jettenbach, ehemalige Hauptpost
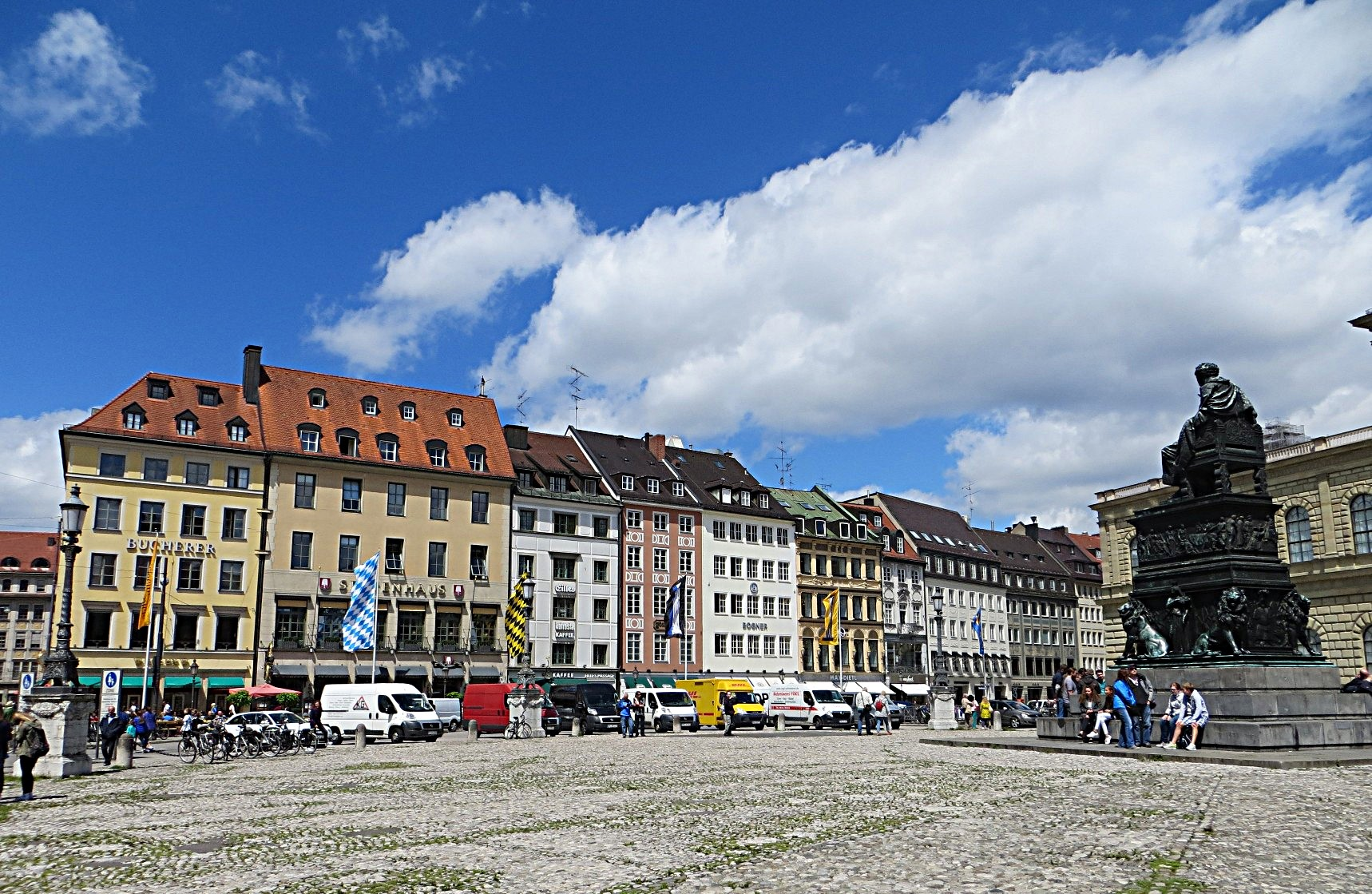
Bürgerhäuser und Max-Joseph-Denkmal

## Nutzung
Der Max-Joseph-Platz wird regelmäßig für Veranstaltungen und Kunstinstallationen genutzt.
- Seit 1990 finden auf dem Max-Joseph-Platz während der Münchner Opernfestspiele die Übertragungen von Oper für alle statt.
- Anlässlich der Opernfestspiele 1998 installierte der Künstler Ottmar Hörl 4000 Gartenzwerge um die Statue des ersten bayerischen Königs.
- Im Rahmen der Opernfestspiele 2012 fotografierte der amerikanische Künstler Spencer Tunick  am Max-Joseph-Platz 1700 Nackte. Die mit roten und goldenen Körperfarben bemalten Teilnehmer formierten sich um das Denkmal von König Max I. Joseph zu einem Ring.
- 2014 sorgte die Installation Trojanisches Pferd von Sebastian Hirn für Irritationen. Auf dem Platz lag ein umgekippter Sattelschlepper. Das Dach des verunglückten LKW war aufgerissen und Kunsttransportkisten lagen über den Platz verteilt.

## Einrichtungen
- Residenzmuseum
- Schatzkammer
- Bayerische Akademie der Schönen Künste im Königsbau
- Bayerisches Staatsschauspiel im Residenztheater
- Bayerische Staatsoper im Nationaltheater